# Cantón Salcedo
El cantón Salcedo es una entidad territorial subnacional ecuatoriana, de la Provincia de Cotopaxi. Su cabecera cantonal es la ciudad de San Miguel, lugar donde se agrupa gran parte de su población total. Se cantonizó el 19 de septiembre de 1919. Su nombre es en honor al orador Manuel Antonio Salcedo y Legorburú, sacerdote.
De acuerdo con el Sistema Integrado de Indicadores Sociales del Ecuador (Siise), la pobreza por necesidades básicas insatisfechas alcanza al 87,8% de la población total del cantón. La población económicamente activa se estima en 22.181 habitantes (2001).
Tierra de Panzaleos, pueblo indomable y sanguinario que por muchos años detuvo la invasión de Tupac-Yupanqui hacia el Reino de Quito, dirigidos por Pillahuasu, a la vejez de este los incas lograron su objetivo dirigidos por Huaina-Capac, que lo consolidan con una serie de matrimonios entre ellos el de Hati un familiar cercano del inca Huaina-Capac con Shuasanguil hija del jefe Pillahuasu.
El 29 de septiembre de 1573 fue fundada definitivamente y formalmente por el Cap. Antonio de Clavijo con el nombre de San Miguel de Molleambato; tuvieron que transcurrir 343 años para que se expida el Decreto de creación del Cantón el 19 de septiembre de 1919 en la administración del Dr. Alfredo Baquerizo Moreno, con el nombre de San Miguel de Salcedo en honor al Príncipe San Miguel.
El cantón Salcedo forma parte de La Gran Latacunga ya que sus áreas urbanas como rurales tienen un vínculo geográfico, económico, político y social muy cercano con Latacunga, Pujilí y Saquisilí.

## Organización territorial

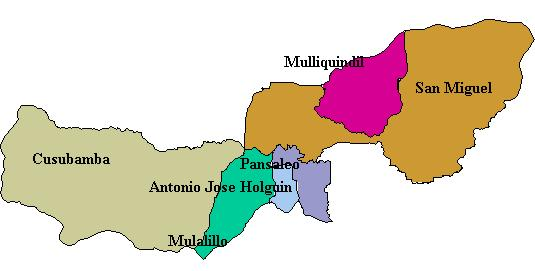
Localización de las parroquias rurales del Cantón Salcedo.

La ciudad y el cantón Salcedo, al igual que las demás localidades ecuatorianas, se rige por una municipalidad según lo estipulado en la Constitución Política Nacional. El Gobierno Municipal de Salcedo es una entidad de gobierno seccional que administra el cantón de forma autónoma al gobierno central. La municipalidad está organizada por la separación de poderes de carácter ejecutivo representado por el alcalde, y otro de carácter legislativo conformado por los miembros del concejo cantonal. El Alcalde es la máxima autoridad administrativa y política del Cantón Salcedo. Es la cabeza del cabildo y representante del Municipio.
El cantón se divide en parroquias que pueden ser urbanas o rurales y son representadas por los Gobiernos Parroquiales ante la Alcaldía de Salcedo.

### Parroquia urbana
- San Miguel

### Parroquias rurales
- Antonio José Holguín
- Cusubamba
- Mulalillo
- Mulliquindil
- Pansaleo

## Atractivos Turísticos
- La feria popular los días jueves y domingos
- Las Lagunas de los Anteojos en el km 60, pesca deportiva y animales salvajes
- Laguna de Yambo
- Balneario de Nagsiche
- Aguas termales de Aluchan
- hosterías

Salcedo es famosa por sus helados de sabores, reconocidos por su exquisito sabor, por lo que han sido reconocidos a nivel nacional e internacional.
El cantón posee muchas zonas naturales, sitios históricos, sus fiestas, la gastronomía típica, sus artesanías, el folklore, infraestructura hotelera, de recreación, monumentales haciendas que esconden en sus muros los secretos del paso del tiempo.
En cuanto a tradiciones el Cantón Salcedo es un lugar privilegiado por encontrarse ubicado sobre los antiguos asentamientos de los Panzaleos, por tal motivo la cultura continúa manteniéndose esencialmente aborigen; pero a medida que pasan los años va penetrando la influencia cultural extranjera con mayor facilidad en todas las manifestaciones de la vida social: idioma, religión, costumbres, artesanía, música y danza.

## Demografía

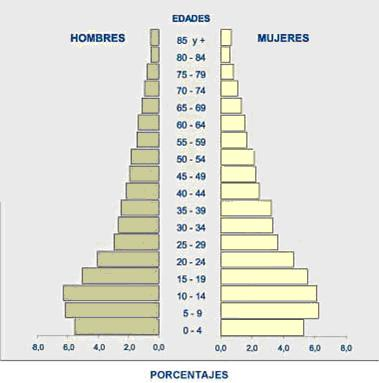
Pirámide de la población del Cantón Salcedo.

De acuerdo con los datos presentados por el Instituto Nacional de Estadísticas y Censos (INEC), obtenidos del último Censo de Población y Vivienda realizado en el país, Salcedo presenta una base piramidal ancha que representa una población joven. En los últimos 10 años, se observa una disminución en su tasa de crecimiento. La tasa media de crecimiento anual de la población de 1,1 (período 1990-2001).
En el área rural del cantón, se encuentra concentrado el 80,7% de su población. La población femenina alcanza el 53%, mientras que la masculina el 47%. El analfabetismo en mujeres se presenta en 21,02%, mientras que en varones en 9,98%.

### Servicios básicos
Significativo porcentaje de la población carece de alcantarillado. Apenas lo posee el 25% de viviendas, mientras que el 69,85% dispone de algún sistema de eliminación de excretas.
Otros indicadores de cobertura de los servicios básicos son:
- Agua entubada por red pública dentro de la vivienda: 30%.
- Energía eléctrica 90,83%.
- Servicio telefónico 19,02%.
- Servicio de recolección de basura: 17,76% de las viviendas.

En síntesis, el déficit de servicios residenciales básicos alcanza al 83,08% de viviendas